# Зенобани (Чохатаурский муниципалитет)
Зенобани (груз. ზენობანი) — село в Грузии. Находится в Чохатаурском муниципалитете края Гурия неподалеку от Чохатаури. Расположено на высоте 250 метров над уровня моря.
По результатам переписи 2014 года в селе проживало 108 человек, из них все грузины.